# Sarthe
 Sarthe  (72) és un departament francès situat a la regió de País del Loira.
El departament de Sarthe va ser creat durant la Revolució Francesa, el 4 de març de 1790, a partir d'una part de l'antiga província de Maine.